# Wigilancjusz
Wigilancjusz (ur. w IV wieku, zm. w V wieku) – galijski kapłan, uznawany za jednego z prekursorów myśli protestanckiej w łonie chrześcijaństwa. Jego talent odkrył Sulpicjusz Sewer. Znał Paulina z Noli oraz Hieronima ze Strydonu. Był racjonalistą zwalczającym kult świętych i relikwii. Występował również przeciw celibatowi i ubóstwu. Poglądy Wigilancjusza poddał krytyce św. Hieronim w piśmie Przeciw Wigilancjuszowi oraz w kilku listach.

## Życiorys
Wigilancjusz urodził się w Calagurris w Akwitanii, przed 370 r. Wydaje się, że był już wyświęcony, kiedy kilka lat przed 404 r. przybył z listem polecającym od Paulina z Noli do Hieronima, przebywającego wówczas w Betlejem. Według listu Hieronima do Paulina (Epist., lviii.), Wigilancjusz został przyjęty z całą serdecznością, jednak z jakichś powodów go opuścił. W Italii, przez którą wiodła droga powrotna do Galii, Wigilancjusz wysłał do Hieronima list lub przedłożył mu traktat teologiczny do zaaprobowania. Hieronim potraktował pismo jako zarzut, że został skażony herezjami Orygenesa i odpowiedział listem pełnym goryczy (Epist., lix.). W 406 r., kiedy Wigilancjusz powrócił już do Akwitanii, dwóch duchownych posługujących nieopodal jego miejsca zamieszkania, Desiderius i Riparius, poprosiło Hieronima o przygotowanie pisma odpierającego poglądy jego dawnego gościa. Początkowo Hieronim znał nauki Wigilancjusza jedynie z opisu Ripariusa, jednak późną jesienią 406 r. mnich Sisinnius dotarł do Betlejem i dostarczył mu dzieło akwitańskiego duchownego. Sinsinnus planował pozostać do święta Objawienia Pańskiego, jednak poczuł się zobowiązany wrócić wcześniej, niż planował. Hieronim musiał podyktować dzieło Przeciw Wigilancjuszowi w ciągu jednej nocy.
Dzieło Hieronima jest głównym źródłem wiedzy na temat Wigilancjusza. Sprzeciwiał się powszechnemu kultowi świętych i męczenników, oraz różnego rodzaju jego przejaw, jak np. kult relikwii, uważając je za elementy pogańskie. Sprzeciwiał się takiemu dawaniu jałmużny, które nie zwraca uwagi na jej społeczne skutki, i kierowaniu wszystkich datków do mnichów żyjących w krajach pogańskich, gdy nie brak było ubogich we własnym kraju. Nisko cenił życie monastyczne, uważając je za szkodliwe dla troski o duszę, i wydaje się, że był przeciwny narzucanemu z góry celibatowi duchowieństwa.
Niewiele wiadomo o Wigilancjuszu poza wzmiankami znajdującymi się w dziełach Hieronima. Gennadiusz stwierdza, że był on prezbiterem w Barcelonie, więc wydaje się, że po 406 r. został przeniesiony do Hiszpanii. Paulin z Noli w liście do Sulpicjusza Sewera z ok. 395 r. wspomina swego towarzysza, Wigilancjusza, którego wysłał z listem do Kampanii. Sądzi się jednak, że mogło chodzić o innego Wigilancjusza, ochrzczonego niewolnika.